# Lingua bishnupriya
La lingua bishnupriya, chiamata anche bishnupria manipuri, bishnupuriya, bisna puriya, è una lingua indoaria parlata in India, Bangladesh e Birmania.

## Distribuzione geografica
Secondo l'edizione del 2009 di Ethnologue, la lingua bishnupriya è parlata da 75.000 persone in India, negli stati di Assam e Tripura, e da 40.000 persone in Bangladesh, nella divisione di Sylhet. La lingua è attestata anche in Birmania.

### Dialetti e lingue derivate
La lingua è suddivisa in due dialetti principali, il Rajar Gang (Ningthaunai) ed il Madai Gang (Leimanai).

## Sistema di scrittura
Per la scrittura viene utilizzato l'alfabeto bengalese.